# Kari Krome
Kari Lee Krome (wł. Kari Lee Mitchell, ur. ok. 1960 w Long Beach, Kalifornii, Stanach Zjednoczonych) – amerykańska kompozytorka, autorka tekstów muzycznych i poetka

## The Runaways
W wieku 14 lat (około 1975 roku) na imprezie urodzinowej Alice Coopera spotkała Kima Fowleya, przyszłego menedżera żeńskiego zespołu The Runaways. Kari wkrótce podpisała z nim kontrakt na pisanie utworów dla zespołu, który został stworzony niedługo potem. Krome twierdziła, że chciała, by zespół był „żeńskim The Rolling Stones albo New York Dolls”. Niewiele utworów jej autorstwa lub współautorstwa były wykonywane przez Runaways. Były to m.in. Yesterday's Kids, Thunder, Secrets, Waitin' for the Night i California Paradise.

## Własna twórczość
Obecnie Kari Krome pracuje nad własnym projektem muzycznym - Kari Krome Is Teenage Frankenstein. 
Istnieje także wiele utworów poetyckich i muzycznych jej autorstwa, które nie uzyskały rozgłosu lub nie zostały opublikowane.